# 李珉
李珉（1435年—？），字美中，河南衛輝府淇縣人，貴州烏撒衛軍籍。明朝政治人物。進士出身。

## 生平
雲南鄉試第十七名。成化八年（1472年）壬辰科會試第八十二名，殿試登進士第三甲第七十六名，由寧國知縣升監察御史，二任四川湖广二大京差，出為四川按察僉事。珉文林郎南京江西道监察御史妻钱氏封恭人。

## 墓葬
李珉葬于云南省曲靖市宣威县城北二十五里来宾铺山。

## 家族
曾祖父李義，曾任元萬戶。祖父李英，曾任監察御史。父亲李通。